# Kókkini Ráchi
Kókkini Ráchi är en bergstopp i Grekland.   Den ligger i prefekturen Nomós Kefallinías och regionen Joniska öarna, i den sydvästra delen av landet, 260 km väster om huvudstaden Aten. Toppen på Kókkini Ráchi är 1 056 meter över havet. Kókkini Ráchi ligger på ön Kefalonia Island.
Terrängen runt Kókkini Ráchi är kuperad åt nordost, men åt sydväst är den bergig. Havet är nära Kókkini Ráchi åt nordost.Runt Kókkini Ráchi är det ganska glesbefolkat, med 30 invånare per kvadratkilometer. Närmaste större samhälle är Argostoli, 18,7 km väster om Kókkini Ráchi. 